# Hellbound (filme)
Hellbound (bra: Perigo Mortal; prt: Polícia Demolidor) é um filme produzido nos Estados Unidos em 1994, dirigido por Aaron Norris.

## Sinopse
Assassino leva dois policiais à Terra Sagrada, onde encontram um inimigo muito mais perigoso do que os criminosos de Chicago.

## Elenco
- Chuck Norris como Frank Shatter
- Calvin Levels como Calvin Jackson
- Christopher Neame como Lockley
- Sheree J. Wilson como Leslie
- David Robb como King Richard